# Savage (Album)
Savage ist das sechste offizielle Studioalbum des britischen Pop-Duos Eurythmics. Es erschien im November 1987 bei RCA Records und erreichte in Großbritannien Silber-Status für mehr als 60.000 und in der Schweiz Gold-Status für 25.000 verkaufte Einheiten.

## Entstehung
Die Vorarbeiten und die Aufnahmen zum Album waren von Änderungen im Privatleben von Annie Lennox und Dave Stewart begleitet.
Im März 1987 trennte sich Lennox von ihrem damaligen Lebensgefährten, dem Tänzer und Choreografen Billy Poveda. Die Trennung verarbeitete Lennox in den Texten für das Album, die sie zu dieser Zeit zu schreiben begann. Am 18. März 1987 traten die Eurythmics im Zuge der Promotion für das vorangegangene Album Revenge in der japanischen Hauptstadt Tokio auf, das Konzert wurde für einen Dokumentarfilm aufgezeichnet. Dieser erschien später unter dem Titel Brand New Day nach einem Stück, das Lennox bereits für das kommende Album geschrieben hatte. Mit dem Regieassistenten Uri Fruchtmann verband Lennox ab Sommer 1987 eine Liaison.
Dave Stewart heiratete am 1. August 1987 seine hochschwangere Freundin Siobhan Fahey auf Château Dangu in der Normandie. Wegen der bevorstehenden Vaterschaft von Stewart kam es zu Spannungen zwischen ihm und Lennox.
Nach der Rückkehr aus den Flitterwochen begann Stewart im Herbst 1987 im Château Dangu mit den Aufnahmen zu Savage. Annie Lennox war während der dreimonatigen Aufnahmen nur zweimal im Studio. Nachdem Stewart die Aufnahmen der Instrumentalspuren größtenteils abgeschlossen hatte, traf er sich mit Lennox in Paris. Die Musiker räumten die persönlichen Differenzen aus und Lennox ging für eine Woche ins Studio, um den Gesang aufzunehmen.
Musikalisch stellte das Album eine Rückbesinnung auf die Wurzeln der Eurythmics im Synthie-Pop der frühen 1980er Jahre dar, an den Aufnahmen war neben Stewart und Lennox nur noch Olle Romo als Programmierer beteiligt. Die Musik hatte Stewart allein komponiert und mit Hilfe von Synthesizern aufgenommen. Annie Lennox resümierte, dass die Eurythmics mit dem Album in Tiefen vorgedrungen sei, die sie noch nie zuvor erreicht hätten.

## Musik und Texte
Das Album beginnt mit Beethoven (I Love to Listen To), das Ende Oktober 1987 als Vorab-Single veröffentlicht wurde. Das Lied beruht auf einem stampfenden, beschwörerischen Rhythmus gepaart mit einer dynamischen Synthesizermelodie. Der Gesang von Annie Lennox ist stark artikuliert und erinnert an den Akzent der britischen Oberklasse, der Text handelt von einer Frau, die den Lebensstil junger Frauen verhöhnt. Das darauf folgende I’ve Got a Lover (Back in Japan) ist getragen von einer eingängigen Melodie und dem warmen Gesang von Lennox, der an Aretha Franklin erinnert. Er thematisiert die Probleme von Liebesbeziehungen. Am Ende des Liedes hat die Protagonistin endlich den Mann ihrer Träume kennengelernt, dies bezieht sich auf die Beziehung Lennox’ zu Fruchtmann. Do You Want to Break Up? ist ein leichter und zuckersüßer Song, der die Fähigkeiten von Stewart als Produzent eindrucksvoll unter Beweis stellt. Inhaltlich geht es um eine unglückliche Beziehung, aus welcher die Protagonistin auszubrechen versucht. Das getragene Liebeslied You Have Placed a Chill in My Heart handelt von Desillusionen. Bei den Aufnahmen zu Shame wurde der Gesang von Annie Lennox mehrfach overdubt, um die Melodieführung durch die Instrumente zu unterstützen. Das Lied problematisiert, dass ein Star zwar von seinen Fans geliebt wird aber Probleme hat, einen Partner fürs Leben zu finden. Mit Savage endet die A-Seite. Der Text ist in der dritten Person verfasst, besteht aus zwei einfachen Strophen und handelt davon, dass Kunst die Fähigkeit besitzt, die Welt von ihrer Entropie zu befreien. Kernstück des Liedes ist ein langes Gitarrensolo.
Die B-Seite beginnt mit I Need a Man, einem Lied über Lust und weibliche Dominanz. Ebenso wie das darauf folgende Put the Blame On Me ist es von einem verzerrten Gitarrenriff geprägt, letzteres erinnert an die Glam-Rock-Band Faster Pussycat. Heaven ist ein Instrumental mit einigen wenigen Worten, die entweder geflüstert oder gehaucht werden. Die Musik soll das Bild eines perfekten Himmels zeichnen. Das nächste Stück Wide Eyed Girl ist ein einfacher Popsong, dem durch gesampelten Beifall eine Live-Atmosphäre verliehen wird. Das Lied wird als unpassend für das Album angesehen. Die Akustikgitarren in I Need You lassen das Lied als Folk-Song erscheinen. Gelächter im Hintergrund erzeugen eine Stimmung wie bei einer Cocktailparty. Mit dem schlichten und gospelhaften Brand New Day endet das Album. Es bildet zugleich den Abschluss eines der persönlichsten Alben von Annie Lennox und beschreibt die Vorfreude auf den neuen Tag nach dem Erwachen aus einem bösen Traum.

## Titelliste
1. Beethoven (I Love to Listen To) – 4:48
2. I’ve Got a Lover (Back in Japan) – 4:25
3. Do You Want to Break Up? – 3:38
4. You Have Placed a Chill in My Heart – 3:50
5. Shame – 4:23
6. Savage – 4:10
7. I Need a Man – 4:21
8. Put the Blame on Me – 3:44
9. Heaven – 3:28
10. Wide Eyed Girl – 3:29
11. I Need You – 3:22
12. Brand New Day – 3:42

Alle Lieder und Texte wurden von Annie Lennox und David A. Stewart komponiert.

## Kritiken
Bill Coleman vom Billboard Magazine nennt Savage brillant und eines der besten Alben der Eurythmics. Es vereine die Exzentrizität von In the Garden und 1984 (For the Love of Big Brother) mit dem kommerziell ausgerichteten Synthie-Rock von Touch und Revenge. Das Album sei erfrischend und einfallsreich und genau das, was die Clubbesitzer von der Band erwartet haben. Tony Mitchell vom Sounds schrieb, dass das Album reif und das Songwriting besser sei als das, was man sonst auf zeitgenössischen Alben finde. Glenn O’Brien vom Spin resümiert, dass Savage ein sehr angenehmes Album sei, das eine sehr gute Balance zwischen „metaphysischen Werten, Slapstick, euphorisierender Klangqualität, liebenswerter Sinnlichkeit und anziehender Intelligenz“ finde. William Ruhlmann von Allmusic meint, dass die Eurythmics mit Savage einen Schritt zurück in ihrer künstlerischen Entwicklung gemacht hätten. Er erwähnt den vergleichsweise geringen kommerziellen Erfolg des Albums in den USA und bemängelt die fehlende Inspiration.

## Kommerzieller Erfolg

### Chartplatzierungen
| ChartsChartplatzierungen       | Höchstplatzierung | Wochen |
| ------------------------------ | ----------------- | ------ |
| Deutschland (GfK)              | 23 (13 Wo.)       | 13     |
| Österreich (Ö3)                | 17 (4 Wo.)        | 4      |
| Schweiz (IFPI)                 | 10 (5 Wo.)        | 5      |
| Vereinigte Staaten (Billboard) | 41 (19 Wo.)       | 19     |
| Vereinigtes Königreich (OCC)   | 7 (33 Wo.)        | 33     |

### Auszeichnungen für Musikverkäufe
| Land/Region                  | Auszeichnungen für Musikverkäufe (Land/Region, Auszeichnung, Verkäufe) | Verkäufe |
| ---------------------------- | ---------------------------------------------------------------------- | -------- |
| Frankreich (SNEP)            | Gold                                                                   | 100.000  |
| Kanada (MC)                  | Platin                                                                 | 100.000  |
| Neuseeland (RMNZ)            | Gold                                                                   | 10.000   |
| Schweden (IFPI)              | Platin                                                                 | 100.000  |
| Schweiz (IFPI)               | Gold                                                                   | 25.000   |
| Vereinigtes Königreich (BPI) | Platin                                                                 | 300.000  |
| Insgesamt                    | 3× Gold · 3× Platin ·                                                  | 635.000  |

Hauptartikel: Eurythmics/Auszeichnungen für Musikverkäufe